# Ailly-le-Haut-Clocher
Ailly-le-Haut-Clocher è un comune francese di 877 abitanti situato nel dipartimento della Somme nella regione dell'Alta Francia.

## Società

### Evoluzione demografica
Abitanti censiti